# Different Sides
Different Sides ist eine deutsch-polnische Rockband.

## Geschichte
In den 1980er Jahren gehörte Fabian Marczok zu einer der bekanntesten polnischen Metal-Bands. Seine Band stand mit Iron Maiden, Saxson und Alaska auf der Bühne. 1987 hatte Agata Kyszak in Polen mit Krótko żyją motyle (Schmetterlinge leben kurz) wochenlang einen Nr.-1-Hit. 
Gegründet wurde Different Sides 2009, in Nordhessen. Seit nahezu 15 Jahren touren die Musiker durch Europa. Leadsängerin und Keyboarderin ist Agata Marczok-Kryszak, Fabian Marczok singt und spielt Gitarre, Bass und Schlagzeuger ist Andreas Plotnikow.
Die selbstkomponierten deutschen Texte und Coversongs werden im Probenraum eingespielt und durch Streamingdienste vertrieben.

## Diskografie
- 2018: Lass uns leben